# Scaptodrosophila pleurolineata
Scaptodrosophila pleurolineata är en tvåvingeart som beskrevs av Chassagnard och Tsacas 1997. Scaptodrosophila pleurolineata ingår i släktet Scaptodrosophila och familjen daggflugor.
Artens utbredningsområde är Nya Kaledonien. Inga underarter finns listade i Catalogue of Life.